# Oderaue
Oderaue est une commune d'Allemagne, dans l'arrondissement de Märkisch-Pays de l'Oder, Land du Brandebourg.

## Géographie
La commune est située au nord de l'Oderbruch, voisine de Bad Freienwalde.
Elle regroupe sept quartiers : Altreetz, Wustrow, Mädewitz, Neuküstrinchen, Zäckericker Loose, Neurüdnitz, Neureetz.

### Climat
Les précipitations annuelles sont de 489 mm en moyenne durant la seconde moitié du XXe siècle. Le mois le plus sec est février, le plus pluvieux juin. L'amplitude entre ces deux mois est de 2,3.
En 2007, la commune a subi l'inondation de l'Oder.

## Histoire
La commune est créée le 26 octobre 2003 de la fusion de Neurüdnitz, Neuküstrinchen und Neureetz. Altreetz et Zäckericker Loose les rejoignent après une loi. Une grande partie de Mädewitz se trouve aujourd'hui en Pologne.
En 1892, une ligne de chemin est construite entre Altmädewitz, Altreetz et Neurüdnitz qui ont leurs gares. Le dernier passage de train a lieu en 1982. En 2000, la ligne est démantelée et devient en 2005 une piste cyclable.

## Culture et attractions
Parmi les monuments historiques d'Oderaue :
- À Altreetz, se trouve le zoo d'Oderbruchzoo (de).
- À Altwustrow, il y a une église pastorale construite en 1789 avec des papiers peints en 1832 de style classique recouvrant le plafond. En 2001, elle est soulevée de 15 cm avec l'aide de presses hydrauliques afin d'éviter les dommages causés par la terre humide. L'église est restaurée en 2007 avec plus de 800.000 euros avec des fonds de la Fondation pour la Préservation des monuments église en Allemagne (Kiba), la Fondation allemande pour la protection des monuments, la Fondation Reemtsma, l'Église protestante, le Land de Brandebourg, la municipalité et une association de soutien.